# Kent Johnson
Kent Johnson, född 18 oktober 2002, är en kanadensisk professionell ishockeyforward som spelar för Columbus Blue Jackets i National Hockey League (NHL). Han har tidigare spelat för Michigan Wolverines i National Collegiate Athletic Association (NCAA).
Johnson draftades av Columbus Blue Jackets i första rundan i 2021 års draft som femte spelare totalt.

## Statistik
| 2016–2017   | Vancouver NW Giants         | BCEHL       | 4  | 1  | 1  | 2   | 0  | 5  | 1 | 0 | 1  | 0 |
| 2017–2018   | Burnaby Winter Club Academy | CSSHL       | 35 | 29 | 46 | 75  | 2  | 3  | 2 | 1 | 3  | 0 |
|             | Trail Smoke Eaters          | BCHL        | 2  | 0  | 0  | 0   | 2  | —  | — | — | —  | — |
| 2018–2019   | Trail Smoke Eaters          | BCHL        | 57 | 20 | 26 | 46  | 24 | 12 | 7 | 5 | 12 | 4 |
| 2019–2020   | Trail Smoke Eaters          | BCHL        | 52 | 41 | 60 | 101 | 14 | 4  | 1 | 6 | 7  | 2 |
| 2020–2021   | Michigan Wolverines         | NCAA        | 26 | 9  | 18 | 27  | 4  | —  | — | — | —  | — |
| 2021–2022   | Columbus Blue Jackets       | NHL         | 1  | 0  | 0  | 0   | 2  | —  | — | — | —  | — |
|             | Michigan Wolverines         | NCAA        | 32 | 8  | 29 | 37  | 6  | —  | — | — | —  | — |
| NHL totalt  | NHL totalt                  | NHL totalt  | 1  | 0  | 0  | 0   | 2  | —  | — | — | —  | — |
| NCAA totalt | NCAA totalt                 | NCAA totalt | 58 | 17 | 47 | 64  | 10 | —  | — | — | —  | — |

### Internationellt
| Källa: Uppdaterad: 2022-04-14 | Källa: Uppdaterad: 2022-04-14 | Källa: Uppdaterad: 2022-04-14 |         | Utv = Utvisningsminuter | Utv = Utvisningsminuter | Utv = Utvisningsminuter | Utv = Utvisningsminuter | Utv = Utvisningsminuter |
| År                            | Lag                           | Mästerskap                    | Matcher | Mål                     | Assists                 | Poäng                   | Utv                     |                         |
| ----------------------------- | ----------------------------- | ----------------------------- | ------- | ----------------------- | ----------------------- | ----------------------- | ----------------------- | ----------------------- |
| 2022                          | Kanada                        | JVM                           | 2       | 1                       | 0                       | 1                       | 0                       |                         |
| 2022                          | Kanada                        | OS                            | 5       | 1                       | 4                       | 5                       | 0                       |                         |
| Junior totalt                 | Junior totalt                 | Junior totalt                 | 2       | 1                       | 0                       | 1                       | 0                       |                         |
| Senior totalt                 | Senior totalt                 | Senior totalt                 | 5       | 1                       | 4                       | 5                       | 0                       |                         |